# Suprafluidität

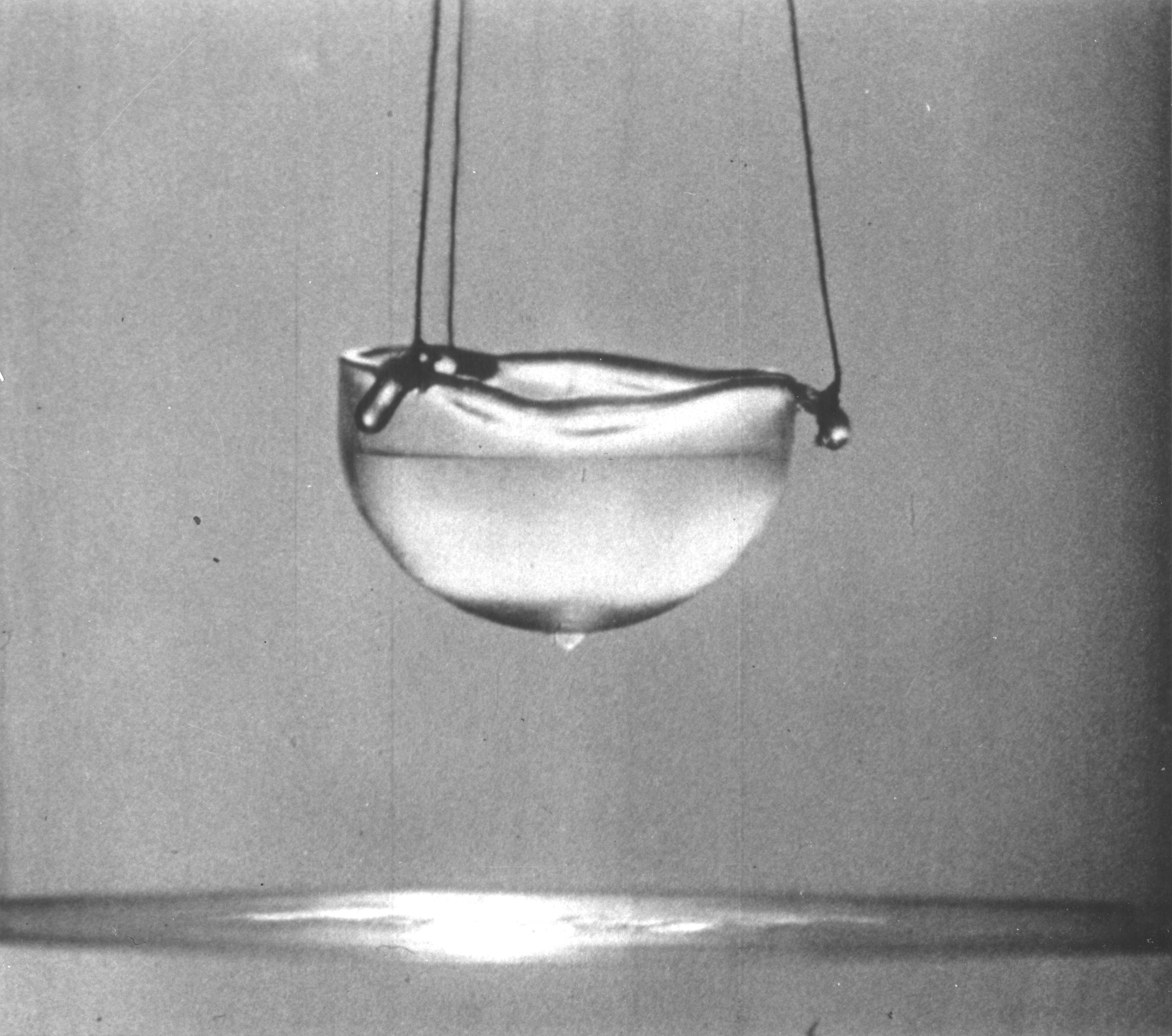
Das flüssige Helium befindet sich in der suprafluiden Phase. Ein dünner, unsichtbarer Film kriecht an der Innenwand des Bechers nach oben und an der Außenseite nach unten, wodurch sich ein Tropfen bildet, der in das flüssige Helium darunter fällt. Dies wiederholt sich, bis der Becher leer ist – vorausgesetzt, die Flüssigkeit bleibt supraflüssig.

Die Suprafluidität oder Supraflüssigkeit, auch Superfluidität, Superflüssigkeit oder Hyperfluidität genannt, ist ein makroskopischer Quanteneffekt und bezeichnet in der Physik den Zustand einer Flüssigkeit, bei dem sie jede innere Reibung verliert. Zudem besitzen suprafluide Stoffe keine Entropie und eine nahezu ideale Wärmeleitfähigkeit; es ist also nur schwer möglich, innerhalb eines suprafluiden Stoffes einen Temperaturunterschied zu erzeugen. Das Phänomen der Suprafluidität wurde zuerst 1938 von Pjotr Leonidowitsch Kapiza, John F. Allen und Don Misener beschrieben. Suprafluide sind Beispiele einer Quantenflüssigkeit.

## Beschreibung
Das Phänomen der Suprafluidität wurde bislang nur bei den Helium-Isotopen 4He und 3He sowie in diversen Quantengasen wie 6Li beobachtet. Sie gehen in den suprafluiden Zustand über, wenn ihre Temperatur die kritische Temperatur der Suprafluidität, TSf , den sogenannten Lambdapunkt, unterschreitet. Bei 4He liegt TSf bei 2,17 K, beim wesentlich selteneren Isotop 3He bei 0,0026 K.
Suprafluides 4He wird auch als Helium-II bezeichnet, im Gegensatz zu normalfluidem (flüssigem) Helium-I.
In der suprafluiden Phase kann man ungewöhnliche Phänomene beobachten:
- Die Flüssigkeit dringt reibungsfrei durch engste Kapillaren.
- Nahezu ideale Wärmeleitfähigkeit der Flüssigkeit durch den Effekt des Zweiten Schalls.
- Bei Rotation des Behälters dreht sich die Flüssigkeit nicht als Ganzes mit. Bei sehr langsamer Rotation bleibt sie einfach stehen; bei schnellerer Rotation bilden sich quantisierte mechanische Wirbel (ähnlich den magnetischen Flusswirbeln im Supraleiter oder Wirbeln in der Badewanne). Diese ordnen sich bei ausreichend hoher Wirbeldichte in einem regelmäßigen hexagonalen Gitter an.
- Der sogenannte Springbrunnen-Effekt (auch Fontäneneffekt, engl. fountain effect):

In ein größeres Gefäß mit Supraflüssigkeit taucht man teilweise ein kleines Gefäß ein, das einen Boden aus Kapillaren hat und oben eine kleine Öffnung. Das kleine Gefäß besitzt im Innern eine kleine Heizung. Schaltet man diese Heizung ein, entsteht in dem kleinen Gefäß oben an der Öffnung ein Überdruck, der durch diese kleine Öffnung Flüssigkeit spritzen lässt.
Erklären lässt sich dieser Effekt wie folgt: Die Heizung wandelt Helium II in Helium I um, da sich für höhere Temperaturen das Verhältnis von Helium II zu Helium I verringert. Um die sich reduzierende Konzentration von Helium II im kleinen Gefäß zu kompensieren, strömt Helium II aus dem großen Gefäß reibungsfrei nach. Umgekehrt kann aber Helium I nicht durch die Kapillaren zurückströmen, da die Reibung dies verhindert. Somit entsteht ein Überdruck.

### Rollin-Film
Der Rollin-Film, benannt nach einer Entdeckung von Bernard Vincent Rollin, Physiker am Clarendon Laboratory der University of Oxford, und Franz Eugen Simon im Jahre 1937, ist ein etwa 100 Atomschichten dicker Flüssigkeitsfilm um einen Körper, der aus den sehr geringen Kohäsionskräften (Anziehung von Flüssigkeitsteilchen untereinander) in einer Supraflüssigkeit und den deshalb im Vergleich dazu stärkeren Adhäsionskräften (Anziehung zwischen den Teilchen der Feststoffoberfläche und den Flüssigkeitsteilchen) resultiert. Er bewirkt den Onnes-Effekt.

### Onnes-Effekt

Helium II „kriecht“ an der Wand des inneren Gefäßes hoch – nach einer gewissen Zeit würden sich die Flüssigkeitsstände in den Behältern angleichen. Der Rollin-Film bedeckt auch die Wand des großen Behälters; wäre er nicht geschlossen, so würde der Flüssigkeitsfilm durch jede Öffnung kriechen und so das Helium nach und nach entweichen.

Der Onnes-Effekt, benannt nach Heike Kamerlingh Onnes, beschreibt das Phänomen suprafluider Flüssigkeiten, über höher gelegene Hindernisse hinwegzufließen. Dabei bewegt sich die Flüssigkeit als sehr dünner Film (Rollin-Film) langsam an Gefäßwänden in Richtung höherer Temperaturen hoch. Dies kann z. B. bei supraflüssigem Helium beobachtet werden. Bedingt ist der Effekt dadurch, dass die innere Reibung (genauer: ihre dynamische Viskosität) in der Supraflüssigkeit verschwindet und die Kapillarkräfte an der Gefäßwand stärker sind als die Gravitationskräfte und der adhäsive Widerstand. Fließgeschwindigkeiten von 20 bis 40 cm/s sind typisch. Diese Eigenschaft suprafluider Flüssigkeiten kann sich im Experiment negativ auswirken, da bereits geringe Undichtigkeiten der Apparatur zu merklichen Verlusten von Helium führen können.

## Erklärungsansätze
Die Suprafluidität lässt sich bisher nicht vollständig theoretisch erklären. Es gibt jedoch verschiedene Ansätze, die die Eigenschaften von suprafluidem Helium mindestens qualitativ beschreiben.

### Zwei-Fluid-Modell
Das Zwei-Fluid-Modell (auch Zwei-Flüssigkeiten-Modell) zur Erklärung der Suprafluidität geht zurück auf László Tisza und Lew Landau. Da im Temperaturbereich von 1 K bis zum Lambda-Punkt Helium sowohl suprafluide als auch viskose Eigenschaften zeigt, nimmt man an, dass sich die Gesamtdichte der Flüssigkeit aus einem normalen Anteil, der bei sinkender Temperatur zunehmend kleiner wird, und einem suprafluiden Anteil zusammensetzt. Jedoch lassen sich auch Anregungen im suprafluiden Anteil erzeugen, die wie eine Viskosität von suprafluidem Helium wirken. Zieht man z. B. einen schwimmenden Körper über suprafluides Helium, so verspürt dieser bis zu einer gewissen Grenzgeschwindigkeit (das sogenannte Landau-Kriterium) keinerlei Reibung. Oberhalb dieser Geschwindigkeit können jedoch Rotonen und bei noch höheren Geschwindigkeiten Phononen angeregt werden, was auf den Körper wie Reibung wirkt. Rechnerisch ergibt sich hierbei eine Grenzgeschwindigkeit von ca. 60 m/s.
In der Tat stellt man in Durchfluss-Experimenten fest, dass die Grenzgeschwindigkeit deutlich unter 1 cm/s liegt, jedoch bei Ionen, die sich durch supraflüssiges Helium bewegen, werden Geschwindigkeiten bis knapp an die 60 m/s gemessen. Die Ursache ist die Anregung quantisierter Wirbel in der Supraflüssigkeit, sogenannter Vortizes. Dieses Phänomen ist vergleichbar mit der Anregung quantisierter Kreisströme in Supraleitern. Die Vortizes dürfen dabei nicht mit den Rotonen verwechselt werden, da erstere eine makroskopische Anregung der Supraflüssigkeit darstellen.

### Quantenmechanischer Ansatz
Supraflüssigkeit lässt sich gut im Modell der Bose-Einstein-Kondensation verstehen.
Nach diesem Modell besetzt ein makroskopischer Anteil aller Bosonen denselben Quantenzustand. Dadurch können sämtliche He-Teilchen, die in diesen Grundzustand kondensiert sind, durch eine einzige Wellenfunktion beschrieben werden. Ebenso wie Laserlicht und der Quanten-Hall-Effekt kann die supraleitende Phase als makroskopischer Quantenzustand verstanden werden. Als kritische Temperatur für den Phasenübergang zu suprafluidem Helium erhält man dabei 3,1 K, was zwar qualitativ richtig ist, aber deutlich höher liegt als die gemessenen 2,17 K. Ferner befinden sich bei 0 K nur 8 % der Atome im Grundzustand, nicht 100 %, wie das Modell der Bose-Einstein-Theorie vorhersagt. Ursache dieser Diskrepanzen ist die atomare Wechselwirkung der He-Atome, die im Bose-Einstein-Modell auf Null gesetzt wird. Dagegen ist bei der (im Spezialartikel erwähnten) Bose-Einstein-Kondensation von Rubidium- und Natrium-Gasen in Atomfallen die Wechselwirkung der beteiligten Atome tatsächlich vernachlässigbar.
Für He-Flüssigkeiten gilt also das Modell der Bose-Einstein-Kondensation nur qualitativ, für die erwähnten Gase auch quantitativ.
Es ist zu beachten, dass die Bose-Einstein-Kondensation nicht im Widerspruch zum Zwei-Fluid-Modell steht. Der Anteil der Teilchen, der im Grundzustand kondensiert ist, hängt von der Temperatur ab. Je niedriger die Temperatur unterhalb einer kritischen Temperatur (Lambda-Punkt bei 4He) liegt, umso mehr Teilchen besetzen den Grundzustand. Dabei lässt sich der kondensierte Anteil als suprafluides Helium betrachten, bei den restlichen Teilchen handelt es sich um normales flüssiges Helium.
Im Gegensatz zu den bosonischen 4He-Atomen handelt es sich bei den Atomen des in der Natur selten vorkommenden 3He um Fermionen. Für diese gilt nicht die Bose-Einstein-Statistik, sondern die Fermi-Dirac-Statistik. Für die 3He-Atome kann daher das Modell der Bose-Einstein-Kondensation nicht angewandt werden. Dennoch beobachtet man auch bei 3He suprafluide Eigenschaften. Dies ist jedoch kein Widerspruch, wenn man bei der Suprafluidität von 3He nicht von isolierten Atomen, sondern von der Kopplung zweier Atome ausgeht, sodass man analog zur Cooper-Paar-Bildung bei der Elektronen-Supraleitung hier bosonische 3He-Paare mit Spin 1 erhält (man kann verstehen, dass wegen der Schwäche dieser Kopplung die Sprungtemperatur etwa 1/1000 der von 4He beträgt). Zwei 3He-Atome können hierbei einen energetisch etwas niedrigeren (und deshalb etwas wahrscheinlicheren) Zustand einnehmen, wenn sich ihre magnetischen Kernmomente (Kernspins) gleichrichten (magn. Zustände) oder entgegengesetzt richten (nichtmagnetischer Zustand). Der suprafluide Zustand in 3He hat ein reichhaltiges Phasen- und Anregungsspektrum (siehe 3He). Suprafluidität in 3He wurde in den 1970er Jahren von David Morris Lee, Douglas Dean Osheroff und Robert Coleman Richardson entdeckt, die dafür den Nobelpreis erhielten, und die komplexe Phasenstruktur von Anthony J. Leggett untersucht (der dafür ebenfalls den Nobelpreis erhielt).
1984 wurde von Juri Michailowitsch Bunkow, Igor A. Fomin und Wladimir Wladimirowitsch Dmitrijew Spin-Suprafluidität in 3He entdeckt, der statt Massenströmen wie bei gewöhnlicher Suprafluidität die Magnetisierung und Spinfreiheitsgrade betraf.

## Technische Anwendungen
In der Physik und Chemie wird suprafluides 4He in der Spektroskopie verwendet. Die Probe wird in einem Kryostaten von flüssigem Helium umspült. Durch Abpumpen des gasförmigen Heliums wird die Temperatur unter den Lambdapunkt abgesenkt, und das Helium wird suprafluid. Die Temperatur ist vom Druck abhängig und kann in der Praxis durch unterschiedlich starkes Pumpen zwischen 1,1 und 2,1 K eingestellt werden.
Eine weit aufwendigere Technik wird als Superfluid Helium Droplet Spectroscopy (SHeDS) bzw. Helium Nano Droplet Isolation (HeNDI) Spectroscopy bezeichnet. Die dazu verwendeten Heliumtröpfchen werden in einer adiabatischen Expansion von Helium in einer Vakuumapparatur produziert und besitzen eine Temperatur von lediglich 0,37 K. Moleküle oder Cluster, die in suprafluidem 4He gelöst sind, können de facto frei rotieren, als ob sie sich im Weltraumvakuum befänden.
Im Kühlsystem des LHC am CERN wird suprafluides Helium aufgrund seiner vergleichsweise hohen Wärmeleitfähigkeit verwendet.